# Доходный дом А. М. Александрова
Доходный дом А. М. Александрова (дом К. Фольбаума, Ф. К. Шульца) — памятник архитектуры. Расположен в Санкт-Петербурге, современный адрес дома — Литейный проспект, 16.
Первоначальный двухэтажный дом был построен до 1830 года (в левой части современного здания), в 1831 году пристроена правая трёхэтажная часть, левая надстроена. Здание было сделано асимметричным — и осталось таким, несмотря на более поздние перестройки.
В 1870-х годах дом был перестроен по проекту Н. Л. Бенуа, лицевой фасад при этом стал четырёхэтажным. В 1911 году при перестройке по проекту В. Ф. Иванова эклектический стиль здания был заменен на модерн — были сделаны вытянутые эркеры с металлическими покрытиями поверху, добавлены лёгкие графичные вертикальные элементы, узкие окна, здание было надстроено до шести этажей.
В 2019 году облицовка здания была под угрозой обрушения, к началу 2025 года фасады были капитально отреставрированы. Кроме штукатурки, гладкой и «под шубу», были восстановлены лепные элементы и деревянные двери.